# Schloß der Vampire
Schloss der Vampire (früher: Schloß der Vampire, Originaltitel: House of Dark Shadows) ist ein US-amerikanischer Horrorfilm aus dem Jahr 1970 von Dan Curtis, der zuvor als Schöpfer der gleichnamigen Fernsehserie Dark Shadows bekannt wurde. Der Film basiert auf der Gruselromanreihe Barnabas der Vampir und stellt eine Adaption der Fernsehserie dar.

## Inhalt
Der Vampir Barnabas Collins wird in seinem Familienanwesen in Maine versehentlich aus seinem Grab befreit. Er gibt sich als Nachfahre der Familie aus und wird in das soziale Leben in Collinwood eingebunden. Während er nachts Menschen angreift, verliebt er sich in Maggie Evans, die seiner verstorbenen Verlobten Josette du Pres ähnelt, und versucht er mit allen Mitteln, sie zu seiner Braut zu machen. Währenddessen entdeckt die Ärztin Julia Hoffman seine wahre Identität und versucht ihn mit einem experimentellen Serum zu heilen, was jedoch tragisch endet.

## Entstehung

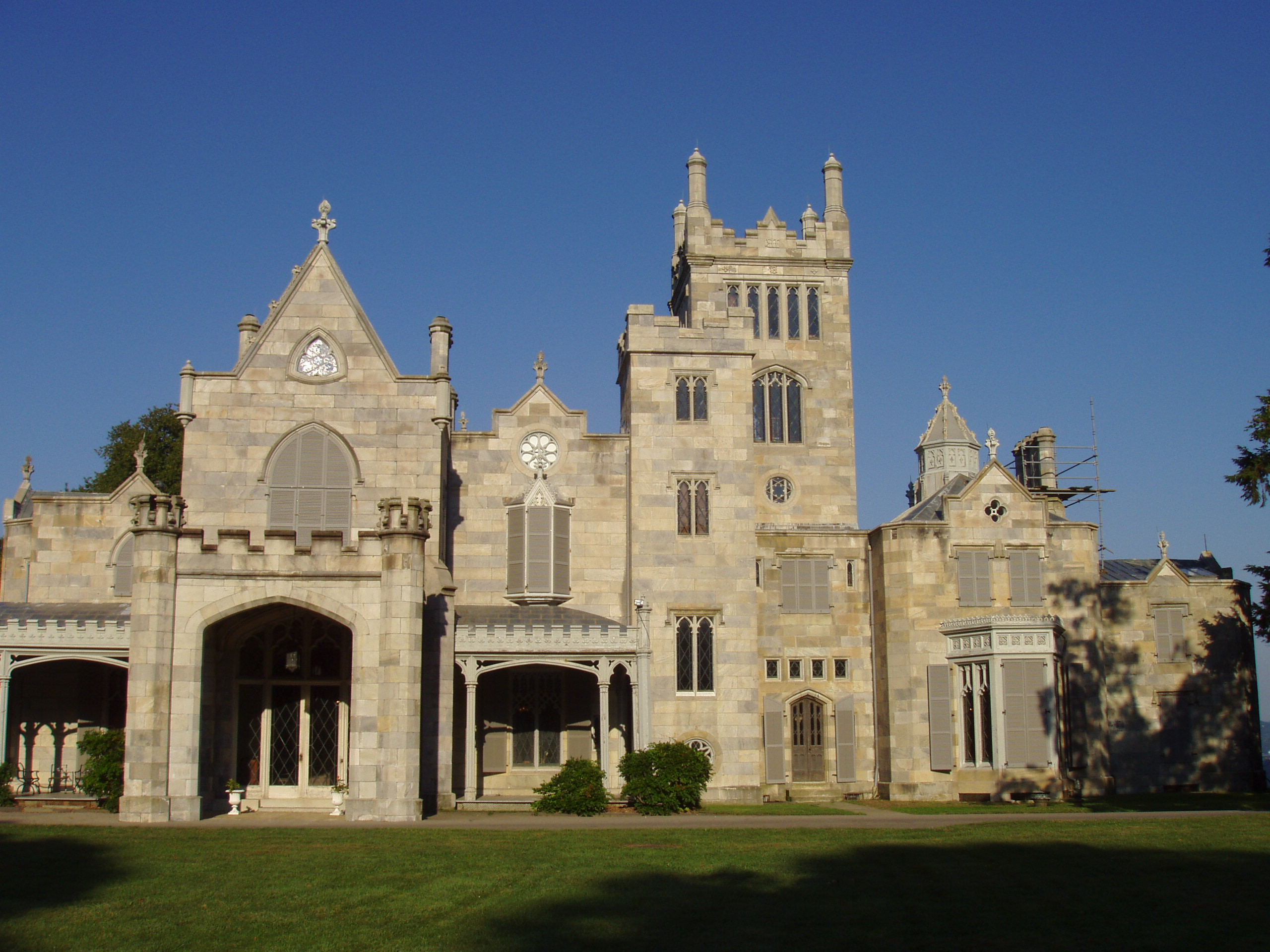
Drehort: Lyndhurst-Anwesen in Tarrytown

Gedreht wurde der Film 1970 weitgehend am Originalschauplatz der Serie, dem Lyndhurst-Anwesen in Tarrytown, New York. Viele Darsteller der Fernsehserie übernahmen auch im Film ihre Rollen.

## Rezeption
House of Dark Shadows war kommerziell erfolgreich und zog 1971 eine Fortsetzung mit dem Titel Das Schloss der verlorenen Seelen nach sich, ebenfalls unter der Regie von Dan Curtis.
Kritiker lobten die düstere Atmosphäre und die stärkere Fokussierung auf klassischen Gothic-Horror, während Fans der Serie teils die Abweichungen zur Serie kritisierten.
Durch seine stilistische Nähe zu klassischen Hammer-Filmen wie explizitere Gewaltelemente und eine düstere Atmosphäre unterscheidet er sich deutlich vom TV-Vorbild.
Der Film gilt als früher Vertreter des Serien-zu-Kino-Trends und als Versuch, Fernsehstoff für ein erwachseneres Publikum aufzubereiten.